# Arquidiócesis de Mbarara
La arquidiócesis de Mbarara (en latín: Archidioecesis Mbararaensis, en inglés: Roman Catholic Archdiocese of Mbarara) es una circunscripción eclesiástica de la Iglesia católica en Uganda. Se trata de una arquidiócesis latina, sede metropolitana de la provincia eclesiástica de Mbarara. Desde el 25 de abril de 2020 su arzobispo es Lambert Bainomugisha.

## Territorio y organización
La arquidiócesis tiene 10 980 km² y extiende su jurisdicción sobre los fieles católicos de rito latino residentes en los 7 distritos de: Mbarara, Bushenyi, Ibanda, Kiruhura, Isingiro, Rukungiri y Ntungamo en la región Occidental.
La sede de la arquidiócesis se encuentra en la ciudad de Mbarara, en donde se halla la Catedral de Santa María Nyamitanga.
En 2021 en la arquidiócesis existían 68 parroquias agrupadas en 8 vicariatos.
La arquidiócesis tiene como sufragáneas a las diócesis de: Fort Portal, Hoima, Kabale y Kasese.

## Historia
El vicariato apostólico de Ruwenzori fue erigido el 28 de mayo de 1934 con la bula Martyrum sanguinem del papa Pío XI, obteniendo el territorio del vicariato apostólico de Uganda (hoy arquidiócesis de Kampala).
El 25 de marzo de 1953 el vicariato apostólico fue elevado a diócesis y asumió el nombre de diócesis de Mbarara con la bula Quemadmodum ad Nos del papa Pío XII. Originalmente era sufragánea de la arquidiócesis de Rubaga, que se convirtió en la arquidiócesis de Kampala en 1966.
El 21 de febrero de 1961 cedió una porción de su territorio para la erección de la diócesis de Fort Portal mediante la bula Cum sit omnis del papa Juan XXIII.
El 1 de febrero de 1966 cedió otra porción de su territorio para la erección de la diócesis de Kabale mediante la bula Quod Sacrum Consilium del papa Pablo VI.
El 2 de enero de 1999 la diócesis fue elevada al rango de arquidiócesis metropolitana con la bula Diligentem sane curam del papa Juan Pablo II.

## Estadísticas
Según el Anuario Pontificio 2022 la arquidiócesis tenía a fines de 2021 un total de 1 278 440 fieles bautizados.
| Año                                                                             | Población            | Población | Población      | Sacerdotes | Sacerdotes    | Sacerdotes    | Bautizados por sacerdote | Diáconos permanentes | Religiosos | Religiosos | Parroquias |
| Año                                                                             | Bautizados católicos | Total     | % de católicos | Total      | Clero secular | Clero regular | Bautizados por sacerdote | Diáconos permanentes | Varones    | Mujeres    | Parroquias |
| ------------------------------------------------------------------------------- | -------------------- | --------- | -------------- | ---------- | ------------- | ------------- | ------------------------ | -------------------- | ---------- | ---------- | ---------- |
| 1950                                                                            | 205 121              | 1 146 675 | 17.9           | 69         | 15            | 54            | 2972                     |                      | 7          | 163        | 17         |
| 1970                                                                            | 211 625              | 855 155   | 24.7           | 59         | 15            | 44            | 3586                     |                      | 57         | 145        | 14         |
| 1980                                                                            | 445 000              | 937 000   | 47.5           | 61         | 32            | 29            | 7295                     |                      | 40         | 151        | 21         |
| 1990                                                                            | 518 000              | 1 656 000 | 31.3           | 72         | 50            | 22            | 7194                     |                      | 30         | 189        | 22         |
| 1999                                                                            | 847 450              | 1 875 450 | 45.2           | 116        | 97            | 19            | 7305                     |                      | 40         | 220        | 25         |
| 2000                                                                            | 853 500              | 1 875 550 | 45.5           | 124        | 105           | 19            | 6883                     |                      | 38         | 218        | 25         |
| 2001                                                                            | 870 000              | 1 880 500 | 46.3           | 118        | 104           | 14            | 7372                     |                      | 40         | 244        | 25         |
| 2002                                                                            | 900 000              | 1 950 000 | 46.2           | 113        | 99            | 14            | 7964                     |                      | 37         | 268        | 25         |
| 2003                                                                            | 856 168              | 2 205 862 | 38.8           | 114        | 100           | 14            | 7510                     |                      | 45         | 266        | 25         |
| 2004                                                                            | 901 384              | 2 426 448 | 37.1           | 109        | 95            | 14            | 8269                     |                      | 42         | 278        | 25         |
| 2007                                                                            | 970 125              | 2 611 000 | 37.2           | 141        | 120           | 21            | 6880                     | 5                    | 41         | 316        | 25         |
| 2013                                                                            | 1 200 000            | 3 290 000 | 36.5           | 138        | 115           | 23            | 8695                     |                      | 51         | 398        | 42         |
| 2016                                                                            | 1 240 000            | 3 541 000 | 35.0           | 154        | 128           | 26            | 8051                     |                      | 66         | 575        | 43         |
| 2019                                                                            | 1 328 000            | 3 792 400 | 35.0           | 187        | 156           | 31            | 7101                     |                      | 61         | 450        | 55         |
| 2021                                                                            | 1 278 440            | 3 650 770 | 35.0           | 197        | 165           | 32            | 6489                     |                      | 60         | 420        | 68         |
| Fuente: Catholic-Hierarchy, que a su vez toma los datos del Anuario Pontificio. |                      |           |                |            |               |               |                          |                      |            |            |            |

## Episcopologio
- François-Xavier Lacoursière, M.Afr. † (28 de mayo de 1934-20 de abril de 1956 renunció[nota 1])
- Jean-Marie-Gaëtan Ogez, M.Afr. † (11 de diciembre de 1956-25 de noviembre de 1968 renunció[nota 2])
- John Baptist Kakubi † (26 de junio de 1969-23 de noviembre de 1991 renunció)
- Paul Kamuza Bakyenga (23 de noviembre de 1991 por sucesión-25 de abril de 2020 retirado)
- Lambert Bainomugisha, desde el 25 de abril de 2020